# Метрополитен Каракаса

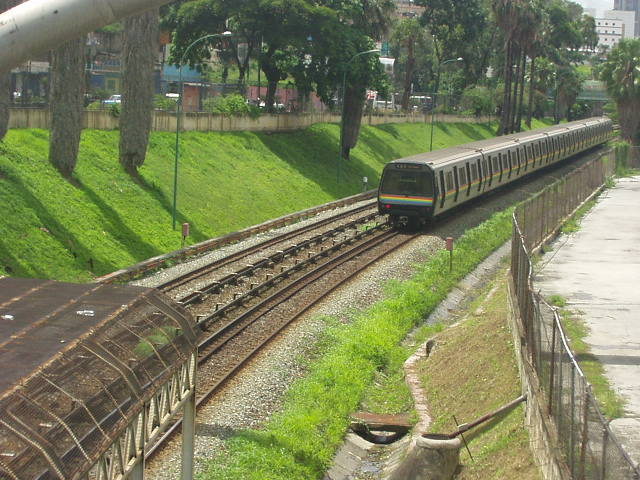
наземная часть МК (Agua Salud)

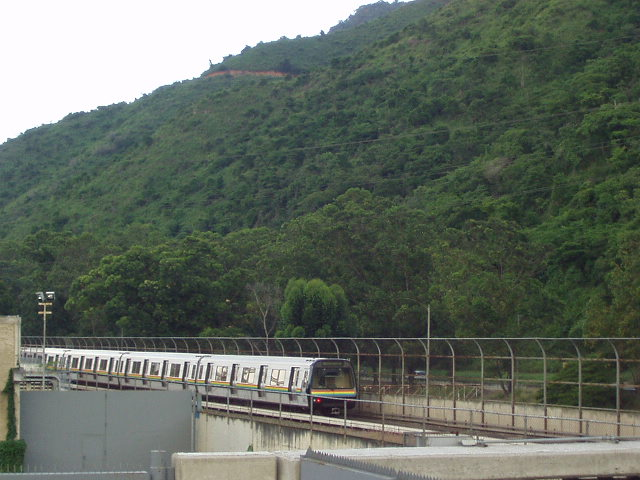
Поезд возле станции Mamera

Каракасский метрополитен — скоростная железнодорожная сеть столицы Венесуэлы, Каракаса, имеющая подземную и наземную части. Управлением занимается компания CA METRO.
Время работы 5:30 — 23:00. Интервал в часы пик 90 секунд. По воскресеньям и праздникам поезда ходят каждые 4—6 минут. Некоторые станции на линиях закрываются в 21:00.
Каракасу с населением 4,5 млн стал необходим метрополитен. Каракасский метрополитен имеет 4 подземные линии, идентифицируемые номером и/или цветом, а также наполовину наземную пригородную линию в город Лос-Текес, по формальным причинам учитываемую отдельно — в качестве Лос-Текесского метрополитена.

## Линии
| Линии Каракасского метрополитена | Линии Каракасского метрополитена | Линии Каракасского метрополитена | Линии Каракасского метрополитена |
| линия №                          | протяжённость, км                | открыта                          | примечания |
| -------------------------------- | -------------------------------- | -------------------------------- | --- |
| оранжевая 1                      | 20,4                             | 2 января 1983                    | Линия 1. Для основания строения был выровнен ландшафт. Первоначально маршрут от станции «Пропатрия» до «Ла-Ойада». Через 2 месяца продлена до «Чакаито». В 1988 продлена на восток до «Пало-Верде». 33 поезда. |
| зелёная 2                        | 17,8                             | 1988                             | Линия 2. В 1987 начала строиться Л2 с двумя ветвями. Л2 прилегает к Л1 на станции Эль-Силенсио. 14 поездов. |
| синяя 3                          | 10,4                             | 1994                             | В 1994 начала строиться Линия 3 между Площадью Венесуэлы и Эль-Валье. 6 поездов. |
| красная 4                        | 5,5                              | 18 июля 2006                     | В 2000 началась постройка Линии 4 в западном направлении. Открывшись, первой секцией, между станциями Капучинос Сона-Ренталь, разгрузила Л1.                                                                   |
| Пригородные линии                | 11,2                             | ноябрь 2006                      | Пригородная линия (11,2 км), вдоль Сан-Педро, соединяет Л2 с городом Лос-Текес. Функционируют четырёх-вагонные поезда, интервал 5 минут.                                                                       |

## Части
1. Подземная часть представлена четырьмя действующими линиями, и двумя строящимися.
2. Наземная часть имеет несколько (и планируемых) соединений с разными географическими объектами:
  1. пригородная линия, соединяющая станцию «Лас-Адхунтас» и город Лос-Текес с Sistema Metro Los Toques
  2. линия, соединяющая станции Ла Ринконада[исп.] и Cúa[англ.] c центральной железной дорогой[исп.].
  3. планируемая линия Guarenas / Guatire Metro[англ.], соединяя планируемую станцию Guaraira Repano и города Гуаренас, Guatire с Sistema Garacas Guarenas Guatire[2]

## Проекты
Долгосрочные проекты включают построение линий 5 и 6. Линия 5 (Ла-Бойера — Санта-Ана) будет обслуживать юго-восточную часть города и будет пересекать линию 4 на станции Таманако. Линия 6 (Катя — Ла-Урбина) будет проходить параллельно линии 1 на западе и уходить севернее. Лос-Текесский метрополитен планируется расширить, добавив промежуточные станции. Guarenas / Guatire Metro будет ещё одной пригородной линией в метрополитене Каракаса и пойдёт в восточном направлении, а её длина должна в конечном итоге составить 40 км. Около 50 % всех путей будут проложены в подземных туннелях.